# Spirillinidae
Spirillinidae es una familia de foraminíferos bentónicos del suborden Spirillinina y del orden Spirillinida. Su rango cronoestratigráfico abarca desde el Triásico superior hasta la Actualidad.

## Clasificación
Spirillinidae incluye a los siguientes géneros:
- Conicospirillina †
- Hungarillina †
- Mychostomina
- Radiospirillina †
- Sejunctella
- Spirilliconus †
- Spirillina
- Spirotrocholina †
- Turrispirillina

Otros géneros considerados en Spirillinidae son:
- Ammonema, de posición taxonómica incierta
- Aoujgalia, de posición taxonómica incierta
- Pseudopatellina †, también considerada en la familia Rotaliidae
- Spirulina, aceptado como Spirillina